# Vildmand
Vildmænd kaldes i heraldikken de kraftige, nøgne, almindeligvis behårede og langskæggede mænd, gerne med blade om hoved og lænd og bevæbnet med kølle, der ses som skjoldholder eller undertiden som våbenfigur. Vildmænd forekommer for eksempel i Danmarks rigsvåben.
- Danmarks store rigsvåben 1947-1972 med to vildmænd
- Lappeenrantas byvåben er et talende våben; på svensk hedder byen Villmanstrand
- Det svenske landskap Lapplands våben
- Det finske landskap Lapplands våben